# Walsheim (Sarre)
Pour l’article homonyme, voir Walsheim.
Walsheim est un écart de la commune allemande de Gersheim dans l'arrondissement de Sarre-Palatinat en Sarre.
Jusqu'au 1er janvier 1974, le village était une commune indépendante de l'arrondissement de Hombourg.
Walsheim est principalement connu pour sa brasserie qui a existé de 1848 à 1945. La brasserie de Saverne (Bas-Rhin) fabrique encore aujourd'hui une bière pils appelée Walsheim.

## Géographie

### Localisation
Walsheim se situe au sud de la région naturelle du Bliesgau et du Palatinat sarrois.

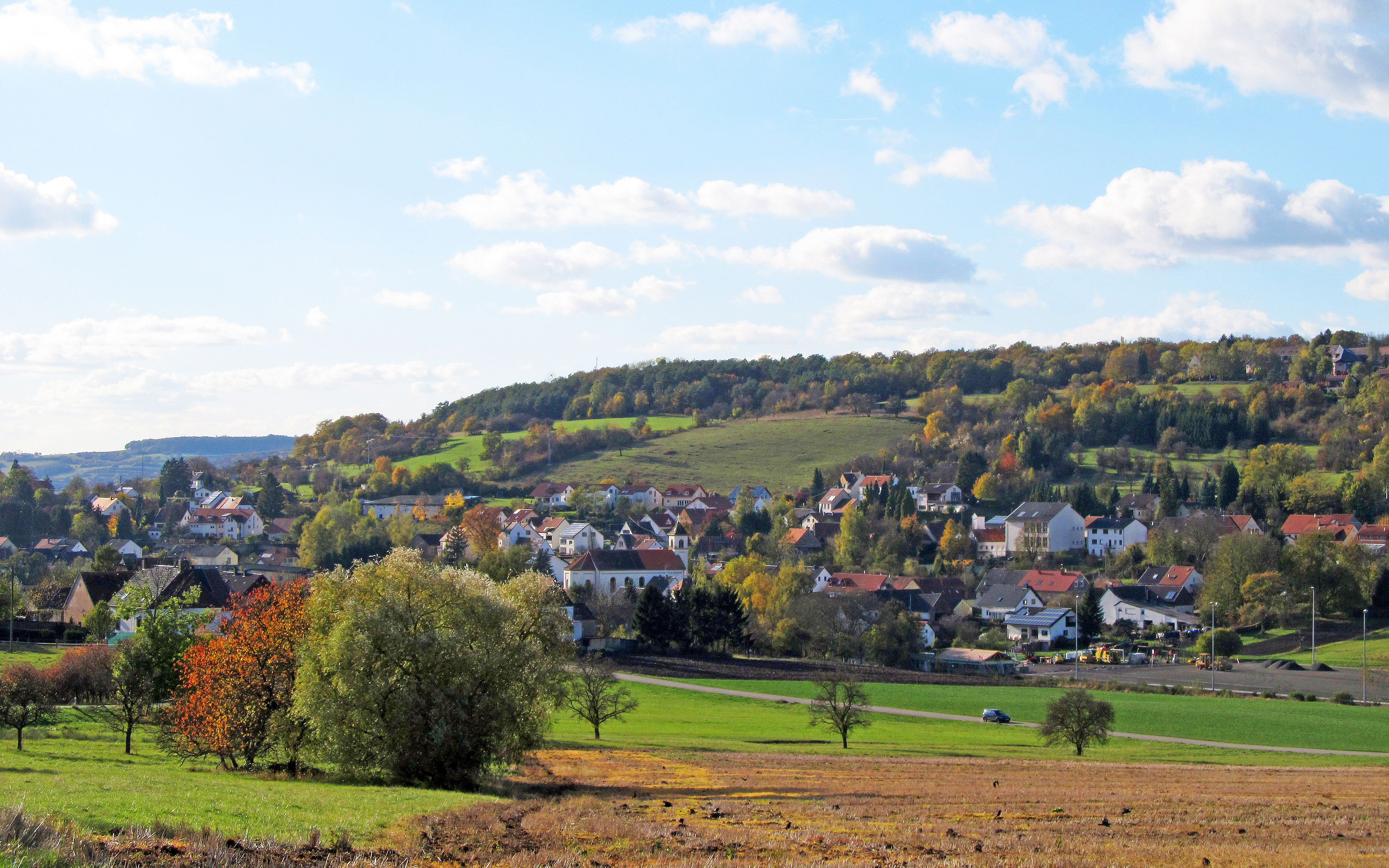
Vue générale du village.

## Histoire
Ancienne commune indépendante, Walsheim fut incorporé à Gersheim le 1er janvier 1974.

## Lieux et monuments

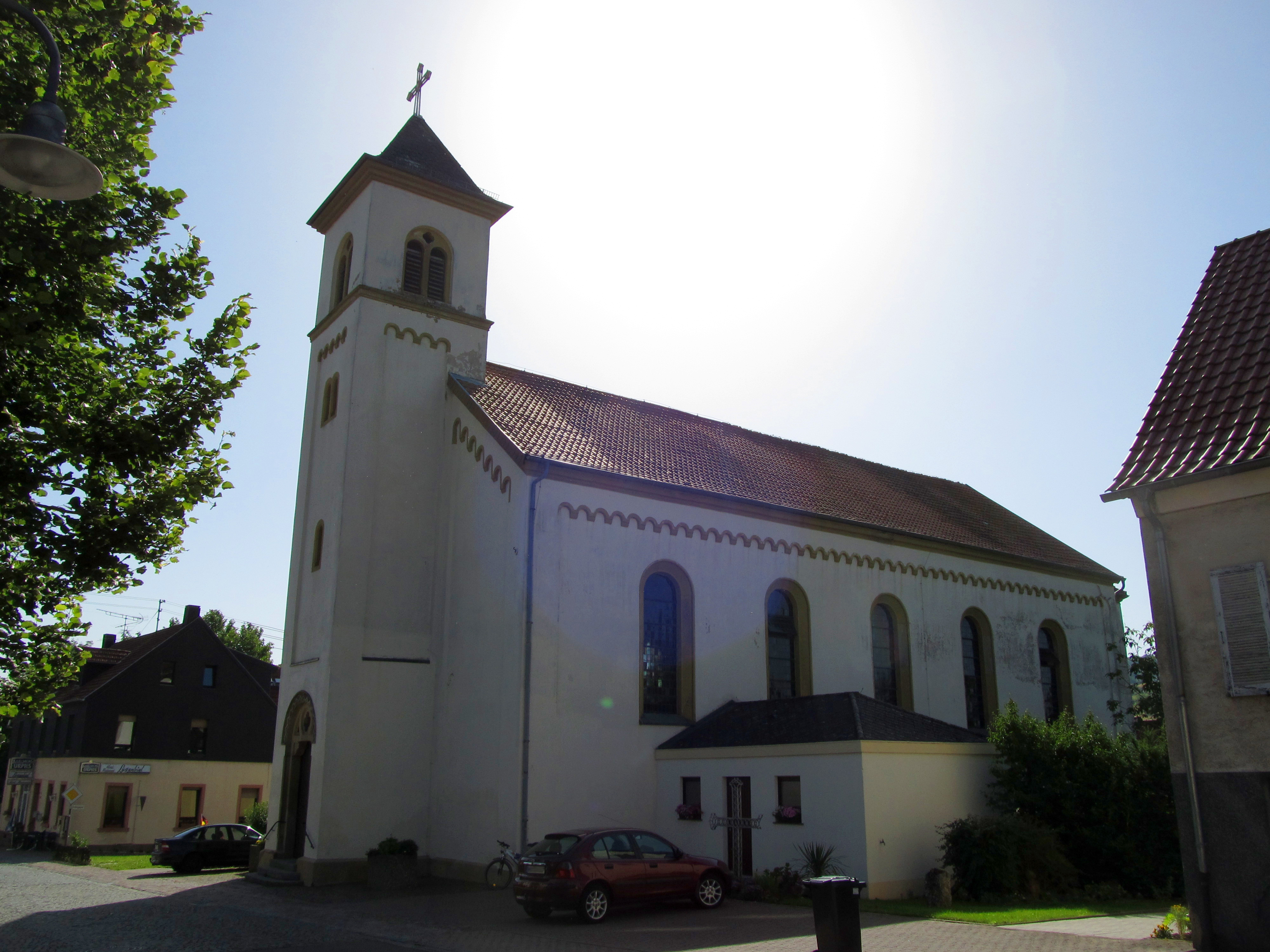
L'église catholique.
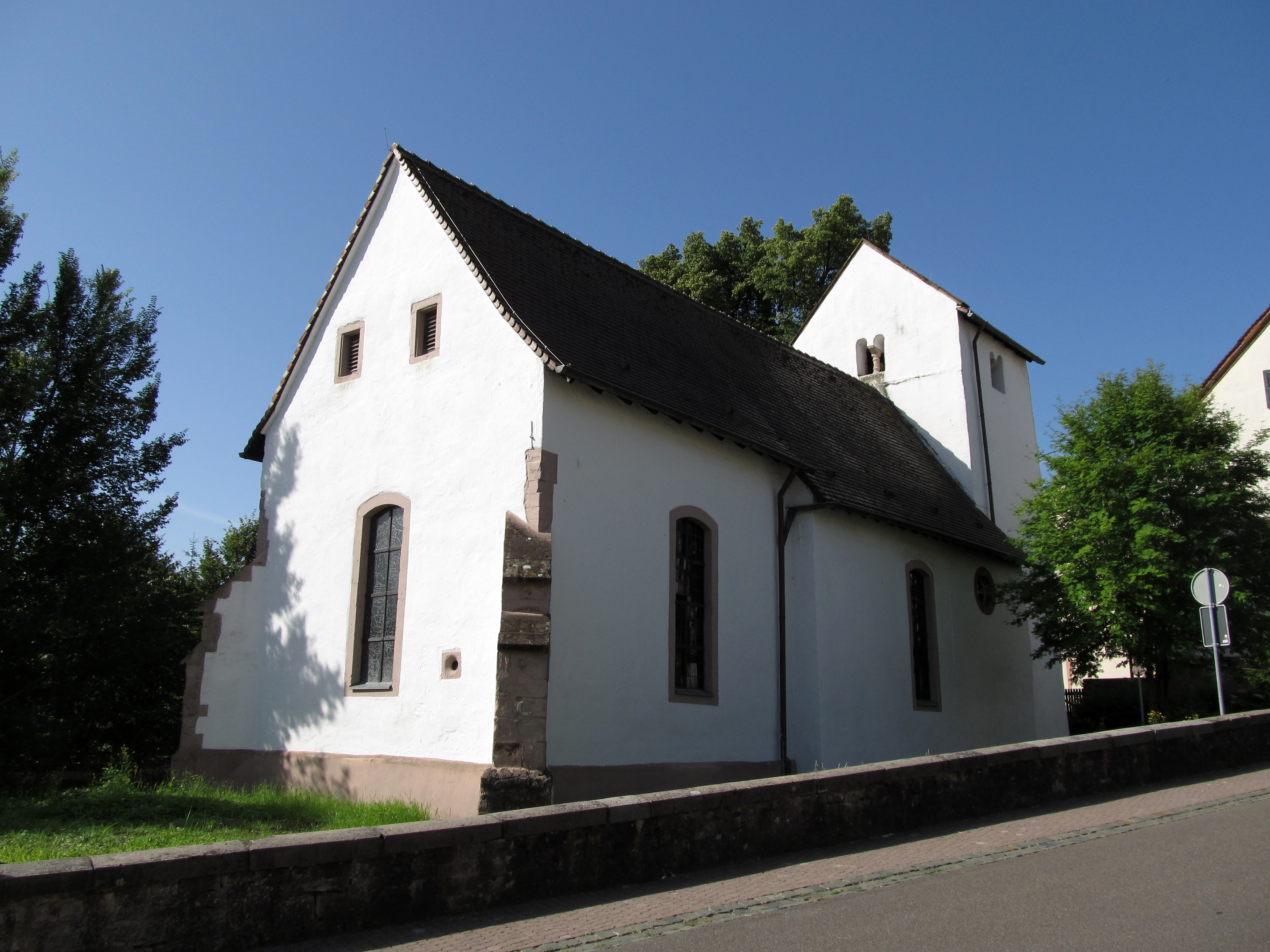
L'église protestante.
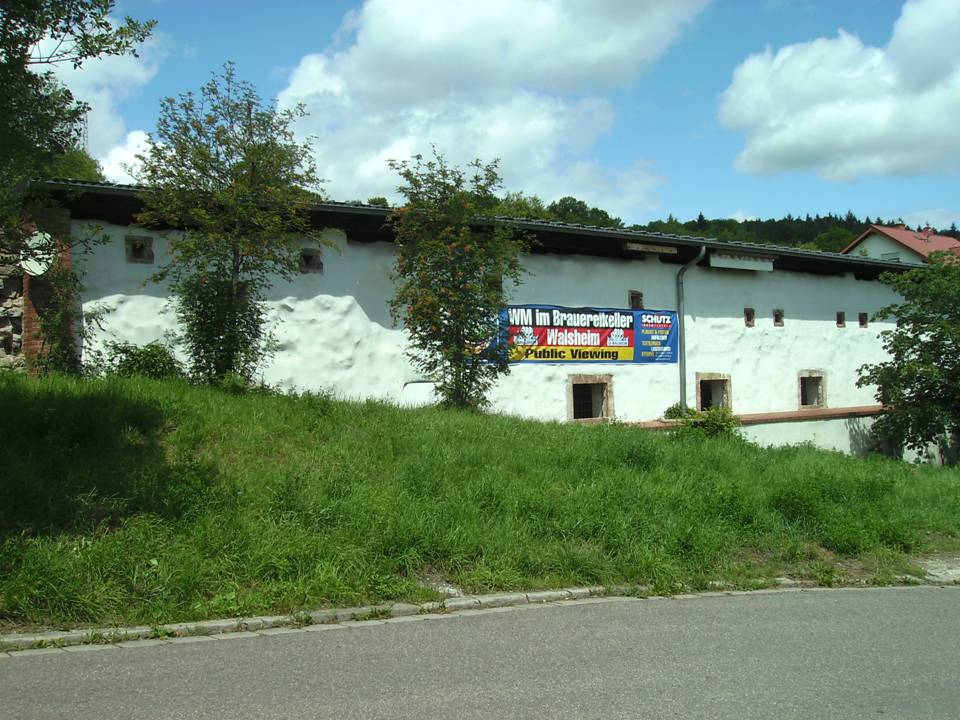
La cave de l'ancienne brasserie.